# トライベッカ (マンハッタン)

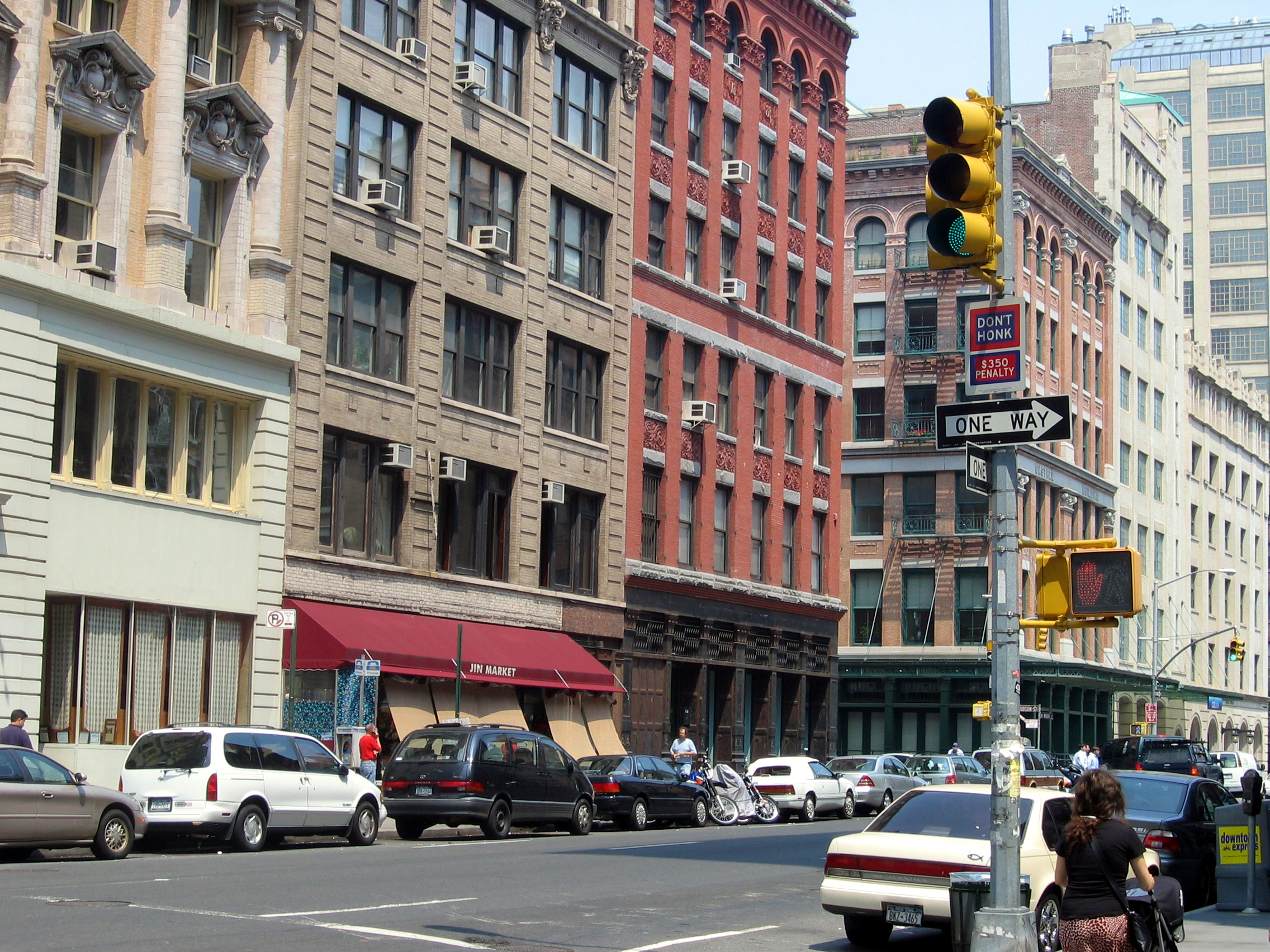
ハドソンストリートとムーアストリート北の交差点

座標: 北緯40度43分06秒 西経74度00分28秒 / 北緯40.718266度 西経74.007819度
トライベッカ（英: Tribeca、綴りは英: TriBeCaと書かれることもある、[traɪˈbɛkə]）は、アメリカ合衆国ニューヨーク市ロウアー・マンハッタンにある地区の名である。この名前は「トライアングル・ビロー・キャナルストリート」（Triangle Below Canal Street, キャナルストリートの下側の三角地帯）の頭字を合成したものであり、「トライアングル」は実際には台形に近く、キャナルストリート、ウェストストリート、ブロードウェイ、ビージーストリートに囲まれた地域である。ソーホーの地価が高騰したため、駆け出しの芸術家達がこの地域に移ってきたが、この地区も高級化してしまい、現在はマンハッタンをも出てブルックリンにまで移りつつある。トライベッカ出身のロバート・デ・ニーロが経営するレストランがあるほか、デ・ニーロらが主催するトライベッカ映画祭が毎年開催されている。

## 歴史
トライベッカという名前は、キャナルストリートの南、ブロードウェイとウェストストリートの間、南にチェンバーズ・ストリートまで伸びる地域に宛てられるようになった。この地域は、植民地時代にニューヨーク市域を出て最初に住宅開発された所であり、住宅地としての開発は18世紀後半に始まっていた。19世紀の半ばまでに商業地に転換され、1850年代から1860年代にはブロードウェイ沿いに数多くの店舗やロフト・ビルディングが建設された。
地域は1918年に運行を開始したIRT地下鉄ブロードウェイ・7番街線の延伸で開発が加速され、さらに地下鉄工事中の1914年に7番街が延伸され、ヴァリック・ストリートが拡張されていた。その結果、車でも公共交通機関を使ってのアクセスでも便利になった。そのほかグリニッジストリートには高架のIRT9番街線もあったが、1940年に廃線になった。
1960年代までにトライベッカの産業基盤はほとんど無くなっていた。1970年代には空室になった多くの商業スペースに安くて広い制作場所を求めるアーティストが集まってくるようになった。1980年代からは、工業地域から住宅地域への大規模な転換が進み、大型の住宅地区に変身している。
1996年、トライベッカ・オープン・アーティスト・スタジオ・ツアーが、非営利、アーティストの運営組織として設立され、トライベッカのアーティストに活力を与える一方で、一般大衆の教育機会を提供することを任務とした。15年間にわたって毎年、トライベッカのアーティスト・スタジオを巡る歩行ツアーによって、トライベッカの創造的才能の生の姿を垣間見させるようになってきた。2001年9月11日アメリカ同時多発テロ事件の後は財政的に苦しんだが、政府の補助金や助成金でかなり速く回復できた。トライベッカ映画祭は9.11以降のロウアー・マンハッタンを長期にわたて回復させることに貢献するよう創設された。その任務は「国際的な映画社会と一般大衆が映画祭の経験を再定義することで、映画の力を経験するのを可能にすること」である。トライベッカはこれまでも多くの映画やテレビ番組の撮影に使われてきた。
今日、トライベッカはアメリカで最もファッション性が高く、憧れられる地区の1つであり、セレブが住んでいることで知られる。2006年の雑誌「フォーブス」は、その郵便番号10013をニューヨーク市で最も金の掛かる場所に挙げた。ただし隣接する低所得者の町チャイナタウンも郵便番号は10013である。2010年時点で、ニューヨーク市警とコンプスタットの統計に拠れば、トライベッカはニューヨーク市内の最も安全な地区になっている。

## 名前の由来
1970年代初期、ソーホー地区のアーティストが、もともと工業地域だったソーホーでの居住や制作活動の合法性を認められるようになってから数年が経ったころ、その南の当時はワシントン・マーケットあるいは単純にロウアー・ウエスト・サイドと呼ばれた地域のアーティストや住人の組織が、自分たちの地区も同じようなゾーニング上の地位を得たいと考えた。
キャナルストリートの直ぐ南、チャーチストリートとブロードウェイの間、現在は目印となるトライベッカ歴史地区の一部になっている地域、税ブロック番号210に住むリスペナードストリートのアーティストと住民の集団がこの動きに加わった。ソーホー・アーティスト協会のメンバーが、市の都市計画図でそこを「サウス・オブ・ハウストン・ストリート」と記していたことからその地区を頭字語で「ソーホー」と呼んだように（都市計画者も通常「ソーホー」という言葉を使っていた）、リスペナード・ストリートの住人も都市計画図でそのブロックを表現している言葉を選んだ。
リスペナードストリートはキャナルストリートと同様に東西方向にあり、キャナルストリートの南にある最初のブロックを、ウェストブロードウェイからブロードウェイまで2つだけの長さに過ぎない。キャナルストリートとリスペナードストリートが作るブロックはチャーチストリートからブロードウェイまでであり、チャーチストリートでは広いが、ブロードウェイで狭くなる。このために都市計画図では幾らか三角形の様に見え、他の市内のブロックが矩形をしているのとは異なっている。リスペナードストリートの住人はその集団の名前を「トライアングル・ビロー・キャナル・ブロック協会」と決め、ソーホーの活動家が行ったようにその名前を短縮して「トライベッカ・ブロック協会」とした。
新聞「ニューヨーク・タイムズ」の記者が地区割りの話を書いていて、このブロック協会のことを都市計画図に載せる段になって、1ブロックではなく、誤って地区全体のことを指すようにトライベッカを使った。全国紙が一旦ある言葉を使い始めるとそれが通例になるようにトライベッカが地区の名前になった。このことは1970年代にトライベッカ・ゾーニング運動に関わった元住人で委員だったキャスリン・フリードが語っていたことである。

## 人口動態
以下は2000年の国勢調査による人口統計データである。
| 基礎データ - 人口: 10,395 人 - 人口密度: 12,149人/km2（31,467 人/mi2） 人種別人口構成 - 白人: 82.34% - アフリカン・アメリカン: 4.89% - ネイティブ・アメリカン: 0.10% - アジア人: 7.96% - 太平洋諸島系: 0.03% - その他の人種: 1.66% - 混血: 3.02% - ヒスパニック・ラテン系: 6.34% | - 外国生まれの人口構成比: 18.2% その中で先祖の出身地域による構成 - ヨーロッパ系：41.3% - アジア系：30.1% - ラテンアメリカ系：11.1% - 北アメリカ系：10.2% - その他地域：7.3% |

## 建築

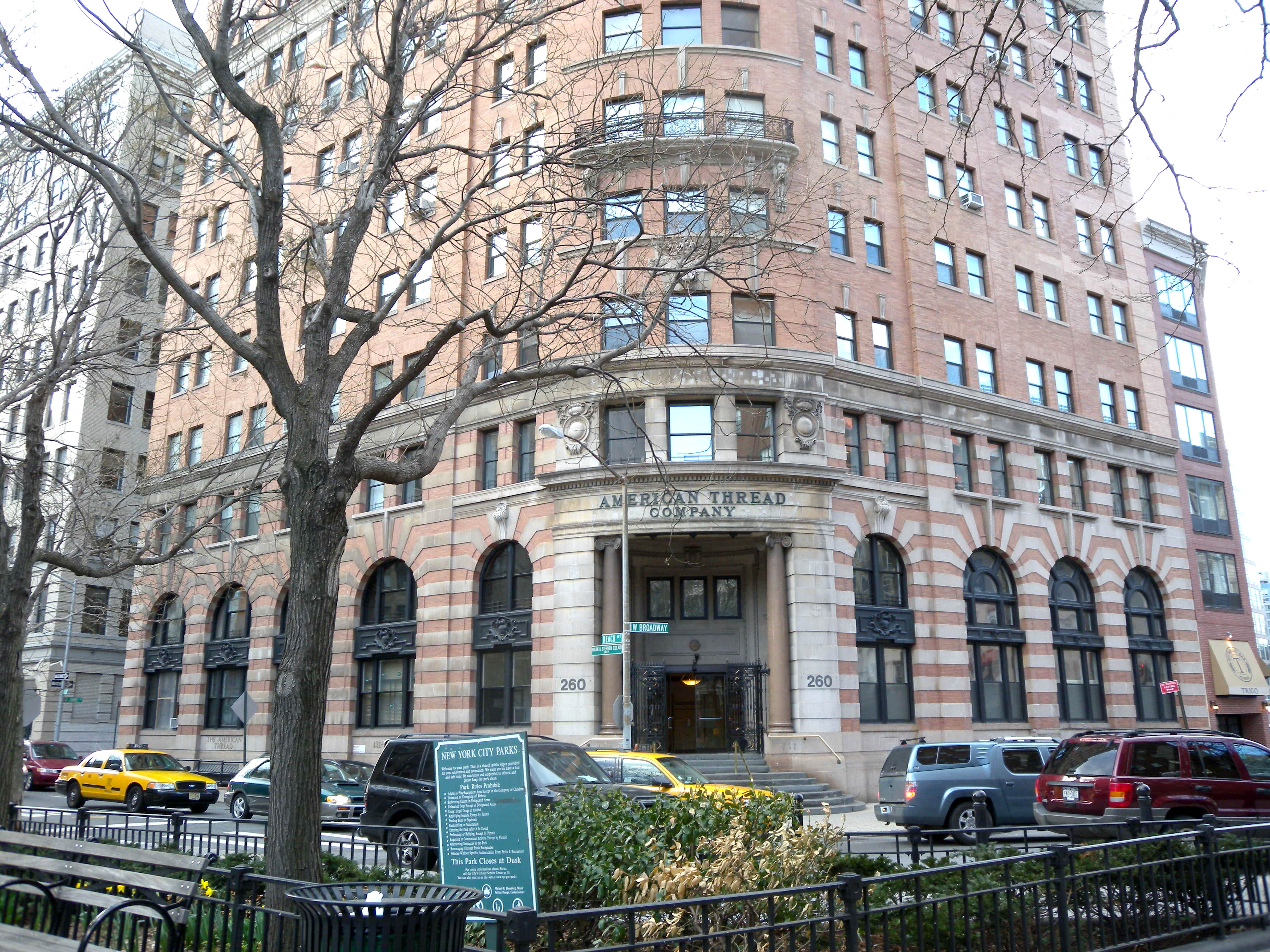
アメリカン・スレッド・ビルディング

トライベッカには、元は産業用のビルが住宅ビルとロフトに転換されたものが多く、これはソーホーのキャストアイアン歴史地区と似ている。19世紀と20世紀初期にこの地区は繊維、綿糸の交易の中心だった。
この地区で著名なビルとしては、ヘンリー・J・ハーデンバーグが設計し1901年に建設された新ルネサンス様式のテキスタイル・ビルディング、カレール・アンド・ヘイスティングスが設計し1892年に建設されたハドソン通りのパウェル・ビルディングがあり、後者はニューヨーク市ランドマークに指定されている。ワースストリート73には南北戦争終戦の1865年に建設された新ルネサンス様式の白いビルの並びがある。その他の著名なものに、ウェストストリート140にあるニューヨーク電話会社ビルはマヤ文明にヒントを得たアール・デコ調のモチーフが使われている。またハリソンストリート6にあるニューヨーク商品先物取引所ビルもある。
1960年代と1970年代に、放棄され高価ではなかったトライベッカのロフトが、若いアーティストとその家族の住居として人気が出た。ロウアー・マンハッタンの隔絶された世界にあり、空間が広かったからだった。この頃からトライベッカに住んでいるジム・ストラットンは、1977年に『都市内荒野の開拓』というノンフィクションを著し、ロウアー・マンハッタンの倉庫を住居に改修した経験を語っている。

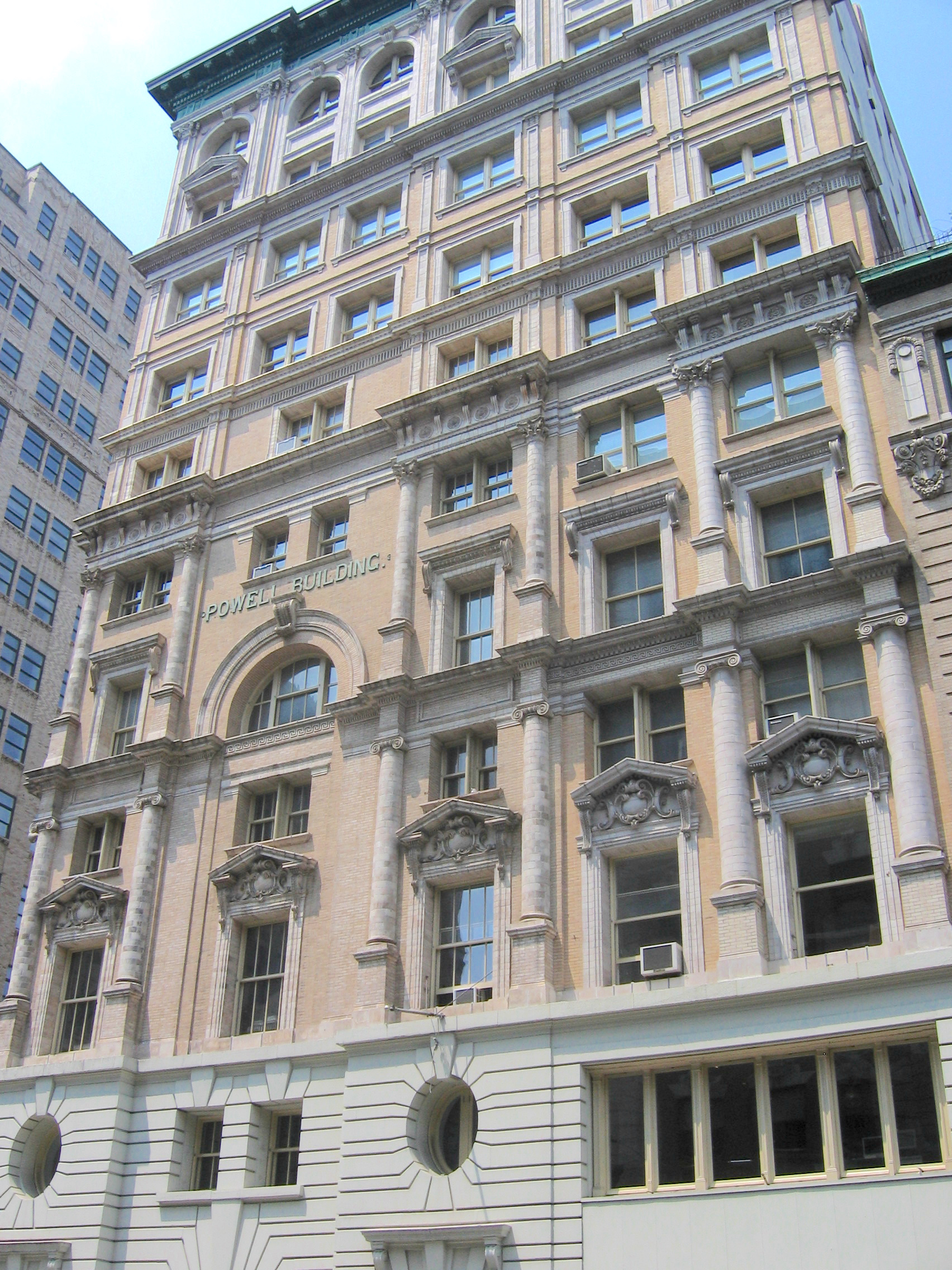
パウェル・ビルディング

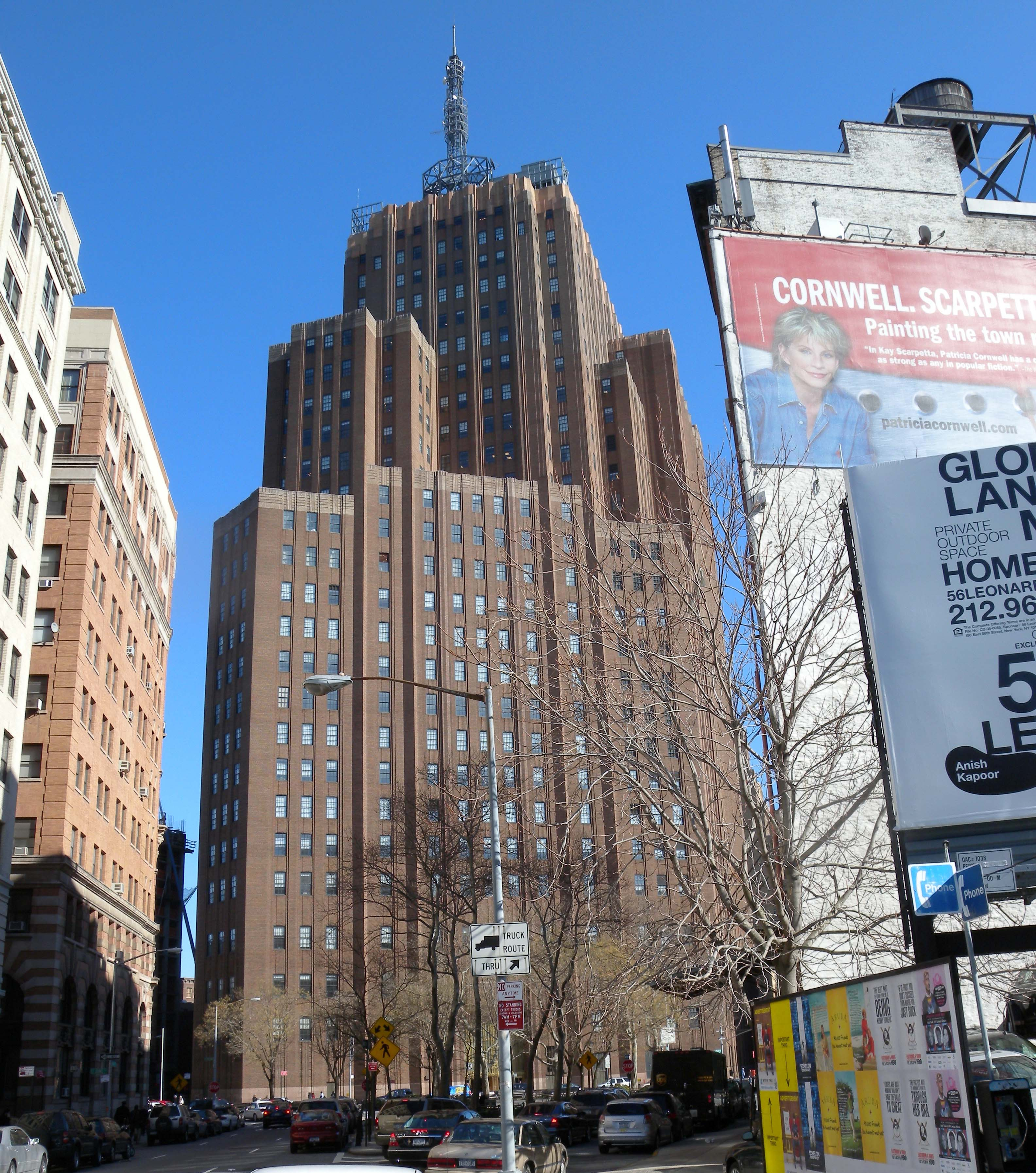
AT&T 長距離ビルディング、アベニュー・オブ・アメリカズ32

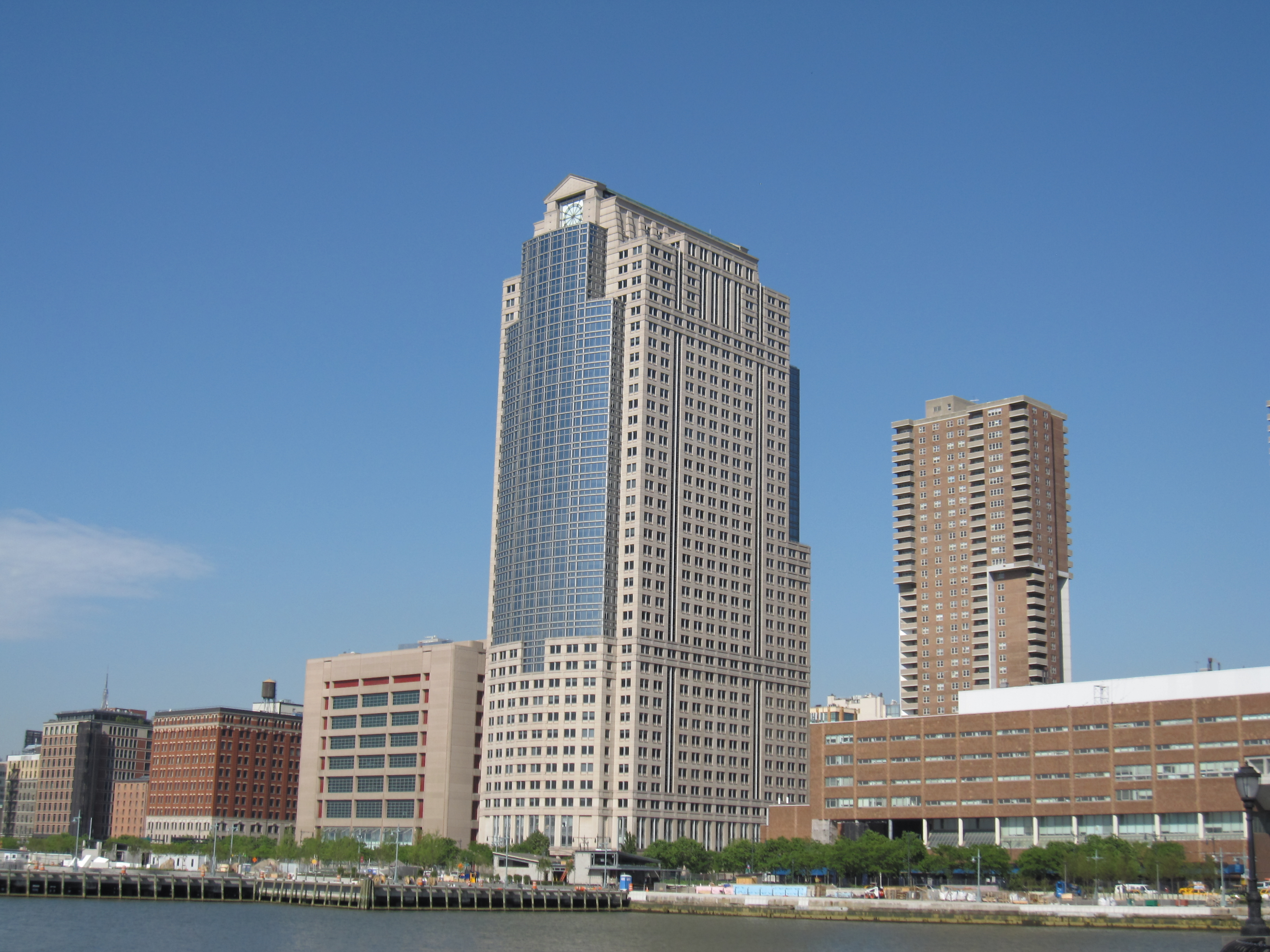
グリニッジストリート388

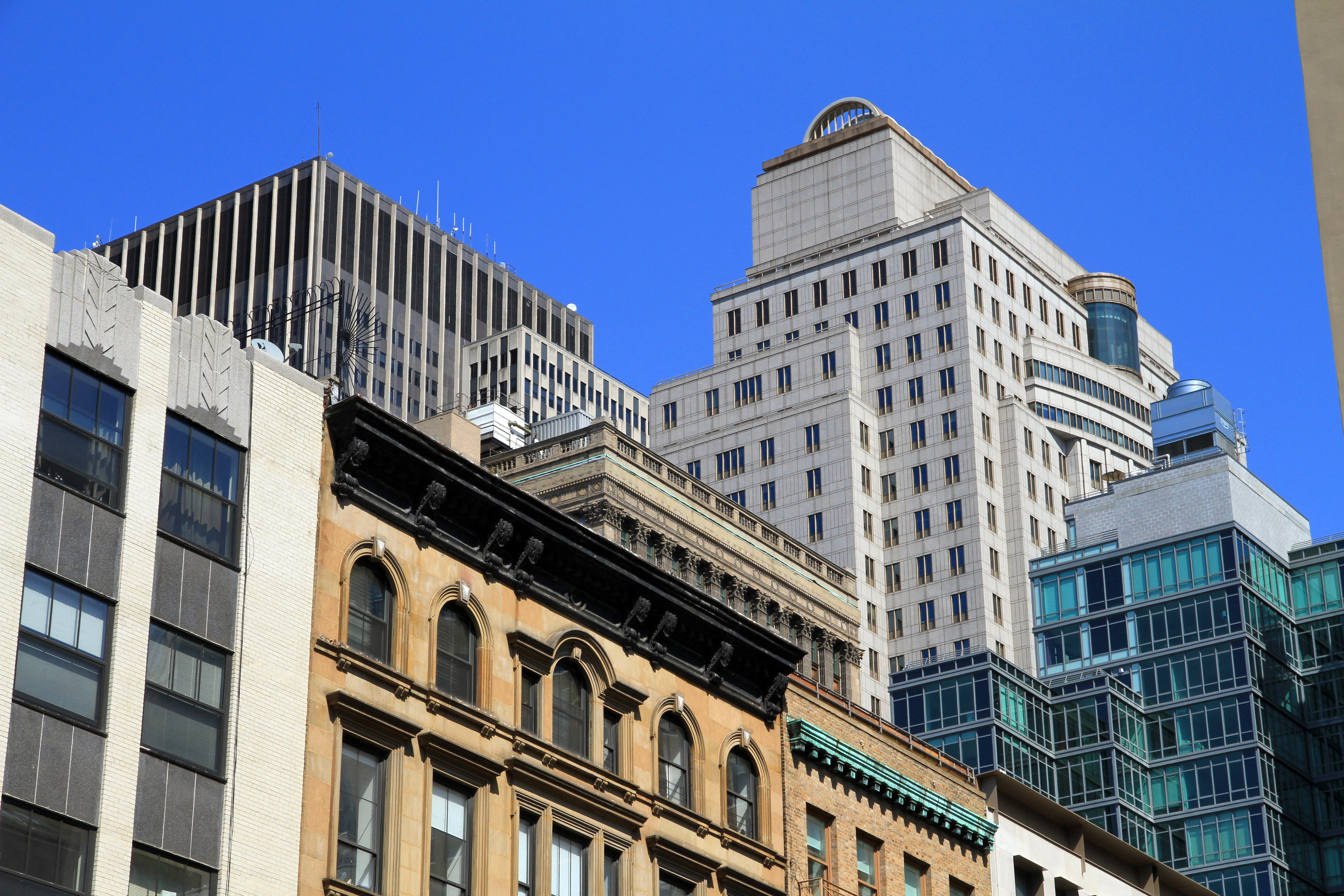
チャーチ&チェンバーズストリート

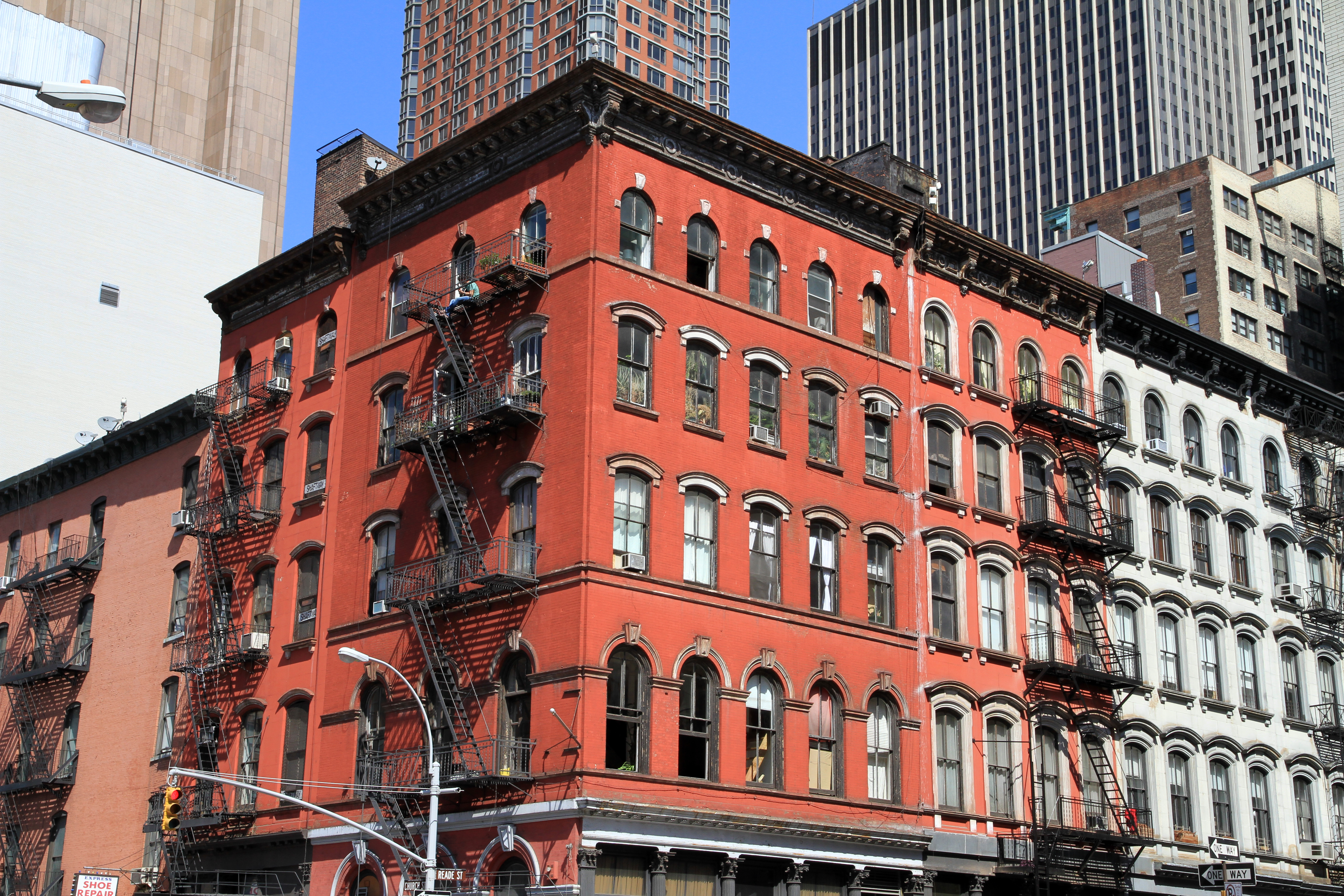
チャーチ&リードストリート

## 歴史地区
トライベッカ歴史地区はマンハッタン区トライベッカ地区内にある4つの歴史地帯の組み合わせである。1992年と2002年に指定されたトライベッカ・サウス&イクステンション、1992年に指定されたトライベッカ・イースト、1991年に指定されたトライベッカ・ウェスト、1992年に指定されたトライベッカ・ノースの4つである。
| ランドマーク名称       | 指定日                                          |
| ---------------------- | ----------------------------------------------- |
| トライベッカ・イースト | 1992年12月2日                                   |
| トライベッカ・ノース   | 1992年12月8日                                   |
| トライベッカ・サウス   | 1992年12月8日; イクステンション: 2002年11月19日 |
| トライベッカ・ウェスト | 1991年5月7日                                    |

## 見どころ
- アベニュー・オブ・アメリカズ32、アール・デコ調のビル、元 AT&T 長距離事業部が使用
- ホランドトンネル、ニューヨークとニュージャージー州を繋ぐ、トライベッカの北西隅に出入り口があり、キャナルストリートとヴァリックストリートの交差点を回って出て来る
- ワシントン・マーケット公園、チェンバーズ・ストリートとウェストストリートの間、広さ1.61エーカー (6,500 m2) の公園であり、大きな遊技場があるので子供に人気がある。コミュニティガーデンがあり、多くのコミュニティ行事が開催されている
- メトロポリタン・カレッジ・オブ・ニューヨーク、私立、独立系教育機関、キャナルストリートにある
- フック&ラダー・カンパニー No.8、現在も使われている消防署、映画『ゴーストバスターズ』の撮影に使われた。映画のマスコットが現在も建物の中に展示されている。ウィル・スミス主演の映画『最後の恋のはじめ方』もこの消防署で一部が撮影された
- ニューヨーク法学校、私立独立系法学校、1891年設立、1962年からトライベッカの幾つかの建物を使っている。主にワースストリートのチャーチストリートとウェストブロードウェイの間
- マンハッタン区コミュニティカレッジ (BMCC)、ニューヨーク市立大学の一部、キャンパスはチェンバーズストリートとムーアストリート北の間の4ブロックにある。 アメリカ同時多発テロ事件でファイターマン・ホールがひどく損傷を受けたので、解体され、再建された。[13]
- グリニッジストリート388、トライベッカ北西隅に近いオフィスビル、金融持ち株会社シティグループの本社と投資銀行が入っている
- ハドソン・リバー・パーク、ハドソン川沿いの公園、59丁目から南にバッテリー・パークまで広がる。ロウアー・マンハッタンのマンハッタン地区、バッテリーパークシティ、トライベッカ、グリニッジ・ヴィレッジ、ゲインズボート・マーケット（ミートパッキング・ディストリクト（英語版））、チェルシー、ミッドタウンウェスト、ヘルズ・キッチン（クリントン）を通っている。ニューヨーク州とニューヨーク市が合同で開発した広さ550エーカー (2.2 km2) の公園であり、マンハッタンではセントラル・パークに次ぐ大きさである。ウェストウェイの計画が中止になった後で、それに代わるウェストサイド・ハイウェイ建設計画の一部で造られた
- トライベッカ・グランドホテルキャナルストリートのすぐ南、6番街の3角形をしたブロックに立っている
- ストイフェサント高校、ニューヨーク市に9校ある専門校の1つ、チェンバーズ・ストリート345にある。生徒がウェストストリートを越えて高校に行くときの安全のためにトライベッカ橋が建設された

## 著名な住民
| - エドワード・オールビー、劇作家 - ポール・ベタニー、俳優 - ビヨンセ、シンガーソングライター - エリック・ボゴシアン、俳優、劇作家 - エドワード・バーンズ、俳優、映画監督 - マライア・キャリー、シンガーソングライター - ジェニファー・コネリー、女優 - ダニエル・クレイグ、俳優 - ビリー・クリスタル、俳優 - キッド・カディ、ラッパー - カレンシー、ラッパー - ロバート・デ・ニーロ、俳優、映画監督 - レオナルド・ディカプリオ、俳優、映画プロデューサー - ジ・エッジ、ロック・ミュージシャン - キングス・オブ・レオン、ロックバンド - ジェームズ・ガンドルフィーニ、俳優 - サラ・ミシェル・ゲラー、女優 - ヘザー・グラハム、女優 - ハンソン、ロックバンド - マリシュカ・ハージティ、女優 | - ジョシュ・ハートネット、俳優 - シャネル・イマン、スーパーモデル - マイケル・インペリオリ、俳優 - ジェイ・Z、ラッパー - リチャード・ジェファーソン、バスケットボール選手 - デレク・ジーター、野球選手 - スカーレット・ヨハンソン、女優 - ハーヴェイ・カイテル、俳優 - キャロリン・ベセット＝ケネディ、ジョン・F・ケネディ・ジュニアの妻 - ジョン・F・ケネディ・ジュニア、ジョン・F・ケネディ大統領の長男 - カーリー・クロス、スーパーモデル - カロリナ・クルコヴァ、スーパーモデル - デイヴィッド・レターマン、コメディアン - アドリアナ・リマ、ファッションモデル - エイドリアン・ライン、映画監督 - クリス・マーティン、イギリスのロックバンド「コールドプレイ」のボーカル - ダニー・マスターソン、俳優 - シェイン・マクマホン、実業家、プロレスラー - デブラ・メッシング、女優 - テイラー・モンセン、女優、ミュージシャン - ショーン・マーレイ、俳優 - グウィネス・パルトロー、女優 - ミズオ・ペック、女優 - マイク・ピアッツァ、野球選手 | - エイミー・ポーラー、女優 - ダニエル・ラドクリフ、俳優 - ルー・リード、ミュージシャン - デヴィッド・O・ラッセル、映画監督 - フアン・サミュエル、野球選手 - ジェイク・シアーズ、ミュージシャン - M・ナイト・シャマラン、映画監督 - ゲイリー・シニーズ、俳優 - ジョン・スチュワート、コメディアン - マイケル・スタイプ、ロックバンド「R.E.M.」のボーカル - ドミニク・ストロス＝カーン、経済学者 - メリル・ストリープ、俳優 - テイラー・スウィフト、シンガーソングライター - ユマ・サーマン、女優 - ジャスティン・ティンバーレイク、シンガーソングライター - クリスティー・ターリントン、ファッションモデル - モー・ボーン、野球選手 - ケイト・ウィンスレット、女優 - ディーン・ウィンタース、俳優 - ラ・モンテ・ヤング、作曲家 |

ロバート・デ・ニーロとジェイン・ローゼンタールが1993年にテレビ番組『トライベッカ』を共同制作し、2002年にはトライベッカ映画祭を初めて、この地区の宣伝に貢献した。デ・ニーロは「トライベッカ」を含むドメインネームを全て所有しており、映画祭に関するコンテンツに使用している。特にtribeca.netというウェブサイトの所有者と論争してきた。

## 大衆文化の中で
ディズニー・チャンネルのオリジナルドラマである『ウェイバリー通りのウィザードたち』は架空の学校「トライベッカ・アカデミー」が出て来る。外観はマンハッタンのグラマシー・パーク、1番街と2番街の間、20丁目東で撮影された。